# 茄苳湖 (新竹市)
茄苳湖，為臺灣新竹市香山區的一個傳統地域名稱。

## 地理

### 區域

#### 地名由來
昔日此地茄冬樹茂盛，且為山間之盆地（湖），故名茄苳湖。:579

#### 範圍
海山罟位於香山區西部偏南。相較於今日行政區，其範圍大致包括大湖里、茄苳里不含茄苳國小附近地區。

#### 聚落
本地區發展較早的聚落為茄苳湖，在日治初期的官方地圖上已有記載。此外，本地區尚有卓子、大湖等聚落。:529

### 水文
本地區位於鹽港溪上游粟仔坑溪流域。

## 歷史
在漢族移入之前，香山本為道卡斯族所棲息。18世紀初期，漢人首度有系統的開墾新竹平原。雍正十年1732年，廣東省陸豐人徐錦宗率眾開墾茄苳坑，發展成為茄苳莊。
日治時期1901年，清代發展的茄苳湖莊以及附近的卓仔莊、大湖莊、吳明西坑莊、阿三媽坑莊、德勝坑莊等合併成茄苳湖庄，歸新竹廳香山區轄；1920年茄苳湖庄隨著新竹廳改新竹州而改為大字單位，屬新竹郡香山庄轄；1946年二次戰後，以茄苳湖大字東部析分為茄苳里，西部析為大湖里。故茄苳湖廣義的來說為大湖里以及茄苳里全境。
狹義的茄苳湖聚落位於茄苳里北部，在低地西北緣的坡地上，由五福路二段轉茄苳路進入，為傳統的農村聚落。有1959年創設的茄苳國小，是一所學生人數一百人以下的迷你小學。續行茄苳路、茄苳東街，可連結茄苳湖南方的龍角埤。
1990年以後，隨著週邊中華大學快速開發，成為新竹地區的交通樞紐之一，公路交通地位重要。
而在茄苳湖聚落的東北方，有一座以茄苳湖為名的茄苳湖山，又名為大哭腳山，高海拔118公尺。

## 交通
茄苳鄰近福高茄苳交流道、茄苳景觀大道、縣道117號，香山轉運站設於中華大學旁，國道客運、公路客運及市公車均在此設站。

## 設施

### 學校

#### 初等教育
- 大湖國民小學